# Тодор Банчев
Тодор Павлов Пармаков, известен като Банчев и Хайдутина, е български хайдутин и революционер, участник в Априлското въстание.

## Биография
Роден е в разложкото село Горно Драглища или според други източници в съседното Баня. Работи като учител в село Радилово, Пловдивско. В 1854 година излиза хайдутин и оглавява чета, в която влизат Бейко, Иван Малинов и Гого Ангелов от Радилово. Разчиства проходите от Батак за Македония и Тракия от разбойнически шайки. Хайдутува над 10 години и за него са запазени много легенди.
В Априлското въстание е помощник на Георги Бенковски и Панайот Волов при изграждането на революционните комитети в IV революционен окръг. От гара Бельово се присъединява към Хвърковатата чета. Участва във въстанието в Копривщица, Панагюрище - където по думите на Захари Стоянов „гаврътнал 20 турци", в Брацигово, където се бият синовете му Иван и Георги. Тук Тодор Банчев предлага план на Васил Петлешков за оттегляне в планината, но той отказва. След разгрома на Панагюрище предлага на Бенковски Хвърковатата чета да тръгне към Рила и Родопите, но надделява мнението за оттегляне в Стара планина. С няколко другари напуска самоволно Хвърковатата чета на връх Баба, като задигат най-добрите коне, пробива турския обръч и се спасява.

### Списък на четниците в четата на Тодор Банчев
1. Георги Петров Ангелиев – Радилово
2. Атанас Малинчов – Радилово
3. Бейко Гащанов – Калугерово
4. Петър Иванов – Брацигово
5. Христо Димков – Пещера
6. Стоян Малинов – Бяга
7. Димитър Тошков – Паталеница
8. Киро Донков – Батак
9. Малин Станков – Перущица
10. Методи Паунов – Цалапица[6]